# V (The Horrors)
V è il quinto album in studio del gruppo rock inglese The Horrors, pubblicato nel 2017.

## Tracce
1. Hologram – 6:04
2. Press Enter to Exit – 5:55
3. Machine – 5:16
4. Ghost – 5:37
5. Point of No Reply – 4:59
6. Weighed Down – 6:31
7. Gathering – 5:16
8. World Below – 3:20
9. It's a Good Life – 4:52
10. Something to Remember Me By – 6:40